# Общество научных курсов
Общество научных курсов (пол. Towarzystwo Kursów Naukowych) — неформальное высшее учебное учреждение, существовавшее в Польше с 1978 по 1981 год, целью которого было разрушить монополию государственного высшего образования. Общество научных курсов проводило лекционную и издательскую деятельность и организовывало стипендиальную поддержку обучающихся.

## История
Деятельность Общества научных курсов была организована на основе уже существовавшего в Варшаве неформального образовательного движения под наименованием «Летучий университет», который проводил лекции по истории, литературе, политике и экономике. Основополагающая декларация Общества научных курсов была провозглашена 22 января 1978 года и подписана четырьмя польскими учёными Польской академии наук, двенадцатью профессорами, восемью докторами наук, а также некоторыми польскими писателями, поэтами и публицистами. Работу Общества научных курсов координировал Программный совет, руководителем которого был профессор зоотехники Ян Келяновский. Секретарём Программного совета, отвечающим за текущую работу, был Анджей Целинский, к работе которого с 1981 года присоединился Войцех Островский. Казначеем Общества был выбран экономист Тадеуш Ковалик, которого в 1981 году сменил историк Ежи Едлицкий. За общественную связь отвечал публицист Богдан Цывинский.
Деятельность Общества научных курсов финансировалась Фондом общественной самообороны Комитета общественной самообороны KOR и добровольными пожертвованиями, в том числе и зарубежными политическими и общественными деятелями. В июне 1979 года Общество научных курсов организовало Кассу научной помощи, целью которой стала поддержка учёных и студентов. Кассой научной помощи управлял Программный совет и она находилась под руководством Владислава Куницкого-Голдфингера.
В 1979 году Общество научных курсов стало издавать научное издание «Zeszyty TKN», которое публиковало записи коллоквиумов, лекции и исследования членов Общества.
Первые лекции летнего семестра 1977/1978 годов были организованы на частных квартирах и проводились в Варшаве, Кракове, Вроцлаве, Лодзи и Познани. В дополнении к этим лекциям были организованы одиночные лекции и дискуссии с участием специалистов различных наук. Коммунистические власти неоднократно пытались помешать деятельности Общества научных курсов. На зимнем семестре 1978/1979 годов присутствовала большая группа членов Социалистического союза польских студентов, которая неоднократно пыталась сорвать проведение лекций. Самые известные инциденты, организованные членами Социалистического союза польских студентов, произошли 7 и 21 марта 1979 года, когда были избиты слушатели и лекторы Общества научных курсов. Осенью 1979 года государственная Служба безопасности провела массовые обыски в местах проживания профессорского состава и штрафовала лиц, предоставляющих жилое помещение для проведения лекций. В результате государственного давления Общество научных курсов снизило свою активность и стало проводить лекции только для ограниченного круга слушателей в строгих конспиративных условиях, что привело к полному прекращению его деятельности в Варшаве.
После августа 1980 года деятельность Общества научных курсов направило свои усилия в издательское дело.
Деятельность Общества научных курсов полностью прекратилась после введения военного положения.

## Программа лекций

### Летний семестр 1977/1978
- Социальные проблемы современной науки (лекции читал Стефан Амстредамский);
- Политическая история Польши 1938—1945 (Владислав Бартошевский);
- Литература как выражение общественного сознания (Томаш Бурек);
- Польское дело в политической мысли и в общественной ментальности эпохи разделов (Богдан Цывинский);
- Общественная и политическая идеология от Французской идеологии до Второй мировой войны (Ежи Едлицкий);
- История сельского хозяйства и история польской современной экономической мысли (Тадеуш Ковалик);
- Общество и образование (Яцек Куронь);
- Политическая история Народной Польши (Адам Михник);
- Современные проблемы образования (Адам Становский);
- Обзор значимых общественных дискуссий первого пятнадцатилетия послевоенного времени (Ян Стшелецкий);
- Идейный облик польского кино (Анджей Вернер).

### Учебный год 1978/1979
- Философия знаний (Адам Амстредамский);
- Политическая история Польши (Владислав Бартошевский);
- Избранные проблемы современной польской литературы (Томаш Бурек);
- Главные идеи современного мира (Ежи Едлицкий);
- Сельскохозяйственная история и история польской экономической мысли 1944—1971 годов (Тадеуш Ковалик);
- Образование и общественная жизнь (Яцек Куронь);
- Политическая история Народной Польши (Адам Михник);
- Общественная жизнь и централизованные структуры власти (Ирена Новак);
- Современные проблемы образования (Адам Становский);
- Крестьянский вопрос и народное движение в Польше (Здзислав Шпаковский);
- Избранные темы в русской литературе (Виктор Ворошильский).

### Учебный год 1979/1980
- Этические проблемы науки (Стефан Амстердамский);
- Польско-еврейские отношения с 1918 года (Владислав Бартошевский);
- Современные моралисты. Ницше, Шелер, Камю. (Ганна Бучинская-Гаревич);
- Современная история Католической церкви (Богдан Цывинский);
- Русская литература XX века в стране и заграницей (Анджей Дравич);
- Аксиологические основы науки (Ежи Едлицкий);
- Польская политическая мысль XX века (Марцин Круль);
- Сельскохозяйственная политика ПНР (Вальдемар Кучинский);
- Общественное движение как экономическая среда (Яцек Куронь);
- Польская литература в эмиграции с 1939 года (Здзислав Лапинский);
- Мировоззренческие основы польской интеллигенции с 1945 года (Адам Михник);
- Сельскохозяйственный вопрос и народное движение в Польше XX века (Здзислав Шпаковский);
- Искусство чтения газет (Кшиштоф Волицкий).